# Strängnäsmästaren
Strängnäsmästaren är ett anonymnamn på den målare som utförde de senmedeltida målningarna i Strängnäs domkyrka.
Strängnäsmästaren var troligen huvudsakligen verksam med dekorationsmåleri. De två stora korvalven i Strängnäs domkyrka är fyllda av en synnerligen rik växt och slingornamentik som följer valvens arkitektoniska former. Vid en jämförelse både bakåt och framåt i tiden utgör Strängnäsmålningarna den kvalitativa höjdpunkten på kyrkligt dekorationsmåleri. Bilderna är fria i förhållande till varandra och endast i korets västvägg hittar man en sammanhängande bildframställning. Centralmotivet består av Den yttersta domen som i sin stil anknyter till måleritraditionerna från Vadstenaskolan. Ovanför centralmotivet avbildas Kristus som smärtomannen omgiven av biskopen Sigge Ulfsson Sparre och ärkedjäknen Erik van Lipens vapensköldar. Framför Kristus avbildas en knäböjande van Lipen. Man vet att dessa två personer endast verkade gemensamt vid Strängnäs domkyrka 1462–1463  så man antar att målningen tillkommit under denna tid. Man har försökt att hänföra en lång rad av kyrkomålningar i Uppland och Sörmland till Strängnäsmästaren. Dessa målningar har huvudsakligen en ornamental karaktär men kan i vissa fall som i Estuna kyrka även innehålla bildframställningar. Ett direkt samband med dessa målningar kan inte påvisas utan man får betrakta dessa målningar som tillkomna från en verkstad som haft sin utgångspunkt i Strängnäsmästarens måleri.  